# Aspilota karafuta
Aspilota karafuta är en stekelart som beskrevs av Sergey A. Belokobylskij 2007. Aspilota karafuta ingår i släktet Aspilota och familjen bracksteklar. Inga underarter finns listade.